# Pillar (együttes)
A Pillar egy Grammy-díjra jelölt Christian rock együttes, Tulsából, Oklahomából.

## Történelem
Az együttes Pillar Hays-ben, Kansasban indult 1998-ban, amikor a Fort Hays State Egyetemen Brad Noone és Rob Beckley szobatársak összejöttek barátaikkal, Travis Jenkins-szel, Dustin Adams-szel, és Michael Wittig-gel, ismertebben 'Kalel'-lel. 1999-ben kiadták első albumukat, a Metamorphosist a saját független kiadójukkal, a Shadrach Records-szal. Nem sokkal később, 2000-ben kiadták második albumukat is Original Superman néven. Ekkortájt helyezkedtek át az oklahomai Tulsába, hogy nagyobb rajongótábort szerezzenek.

### Flicker Records és Above
Nem sokkal az Original Superman kiadása után a Flicker Records észrevette a Pillart, akik szerződést is kötöttek a céggel. A szerződés után újravágtak néhány számot az Original Superman-ről és újra kiadták az Above-on, az első főbb albumukon. Az albumnak közepes sikere volt, körülbelül 60 000 lemez kelt el. 2001-ben az Open Your Eyes elnyerte a Dove Awardon az év legkeményebb zenéjének díját. Az Original Superman és a Live for Him szintén segítettek az együttes sikerében.

### Fireproof
2002-ben Noah Henson átvette a gitárokat és a Pillar kiadta következő albumát, a Fireproof-ot, amely hatalmas áttörést jelentett. Az album 300 000 példányban kelt el, és turnékat indított. Ez a lemez is nyert két díjat. Néhány évvel később a Pillar visszament a Fireproof-fal a stúdióba, és kiadtak egy jobb hangzású és kissé átformált lemezt bónusz DVD-vel. A Fireproof mindkét verziójában megtalálható volt a piacon. Hamarosan, a Fireproof kiadása után ifj. Lester Estelle dobos csatlakozott az együtteshez.

## Diszkográfia

### Albumok
| Megjelent | Cím                      | Kiadó             |
| --------- | ------------------------ | ----------------- |
| 1999      | Metamorphosis            | Shadrach Records  |
| 2000      | Original Superman        | Shadrach Records  |
| 2000      | Above                    | Flicker Records   |
| 2002      | Fireproof                | Flicker Records   |
| 2004      | Where Do We Go from Here | Flicker Records   |
| 2006      | The Reckoning            | Flicker Records   |
| 2008      | For the Love of the Game | Essential Records |
| 2009      | Confessions              | Essential Records |

### EP-k
| Év   | Cím                    | Kiadó           |
| ---- | ---------------------- | --------------- |
| 2003 | Broken Down: The EP    | Flicker Records |
| 2006 | Nothing Comes for Free | Flicker Records |

### Kislemezek
| Year | Song                                  | Helyezés | Album                    |
| ---- | ------------------------------------- | -------- | ------------------------ |
| 2000 | "Open Your Eyes"                      | -        | Above                    |
| 2000 | "Original Superman"                   | -        | Above                    |
| 2000 | "Live For Him"                        | -        | Above                    |
| 2002 | "Fireproof"                           | 39       | Fireproof                |
| 2002 | "Indivisible"                         | -        | Fireproof                |
| 2003 | "Further from Myself (Live Acoustic)" | -        | Broken Down: The EP      |
| 2004 | "Bring Me Down"                       | 26       | Where Do We Go from Here |
| 2004 | "Simply"                              | -        | Where Do We Go from Here |
| 2004 | "Frontline"                           | -        | Where Do We Go from Here |
| 2004 | "Hypnotized"                          | -        | Where Do We Go from Here |
| 2006 | "Everything"                          | -        | The Reckoning            |
| 2006 | "When Tomorrow Comes"                 | -        | The Reckoning            |
| 2006 | "Wherever The Wind Blows"             | -        | The Reckoning            |
| 2008 | "For the Love of the Game"            | -        | For the Love of the Game |
| 2008 | "Smiling Down"                        | -        | For the Love of the Game |
| 2008 | "Turn It Up"                          | -        | For the Love of the Game |
| 2008 | "Reckless Youth"                      | -        | For the Love of the Game |
| 2009 | "Fire On The Inside"                  | -        | Confessions              |
| 2009 | "Secrets And Regrets"                 | -        | Confessions              |